# Lucifer Luscious Violenoue
Lucifer Luscious Violenoué（ルシファー・ラセス・ヴィオルヌ、7月7日 - ）は、日本のミュージシャンで、ゴシック・ロックバンド・GILLE' LOVES（のちにFICTION）の女性ボーカリスト。血液型はA型。作詞・作曲、楽曲とリンクする小説の執筆、MV制作、ジャケットの写真撮影、自身のレコードレーベルを発足、流通も含めて一人で手がけていた。

## 来歴
1986年、『Underground Romance－名古屋アンダーグラウンドロマンス－』に1曲のみ参加。
1993年、黒夢が『亡骸を…』をリリース。中ジャケでイメージモデルをつとめる。
1997年、ミニアルバム『鎖に繋がれた天使』を発表。LILIE MARLENE’という架空の映画があり、CDがサントラ、ビデオが映画のダイジェスト、ブックレットの文章がシナリオの原作小説という形になっており、それらから架空の映画を想像してほしい、というのがコンセプトとのこと。「どこにも属することが出来ないストレンジャー」の視点からナチスを描いたものとなっている。
ナチスが出てくるような映画が好きで、『愛の嵐』、『サロン・キティ』、『地獄に堕ちた勇者ども』、『さよなら子供たち』、『キャバレー』、『リリー・マルレーン』などの映画を全部ミックスして舞台背景を作ったという。また、幼い頃に母親が外国人の女の子を差別したことが印象の悪い出来事として記憶に残っており、それがきっかけとなって、今回ナチスをコンセプトに選んだといい、「人間ってやっぱり、何か自分より下のものをつくって安心しようっていう本能があるから。そういう部分は人間の本質に必ずあって、そこから目をそらしちゃいけないと思うんです。(中略)でも、忘れてしまったら悲劇ってまた繰り返されると思うんですよ。だから、忘れずに語り継いでいかなきゃいけないと思うんです」と語っている。

## 音楽的特徴と影響
タキシードムーンの「In a Manner of Speaking」、バウハウスの「In the Flat Field」のカバーをしている。

音楽活動の主題について、「ドラキュラ伯爵が持つ”普遍である”とか”永遠である”というのが私にとっての1つの大きなテーマなんですよ。それって死ぬほど欲しい”幸せへのパスポート”でありながら、”地獄への入り口”でもあるわけで、それが私のテーマとしてずっとあるんです。」といい、『カーミラ』、『処女の生血』といった映画や、萩尾望都の『ポーの一族』などの吸血鬼をテーマにした作品からの影響が大きいと語っている。歌詞の一人称がボクであることや、メイクなどが男性的であることに関して、ルシファーは以下のように説明している。
| 「 | 第3のジェンダーな性の人達だけがずっと私を魅了してきた。デヴィッド・ボウイであるとか、美輪明宏さんとかピーターさんとか。私の性別ってそのジェンダーだと思うし、そういう人しか愛せないと子供の頃から思っていましたね。だから、(中略)私にとっては自然なことだったんですよ。 | 」 |

## 作品

### アルバム
1. Do you remember the Rosegarden of Hauntedrealm? (2000年09月30日)
2. 薔薇の哲学, 堕天の美学 (2002年05月23日)

### ミニ・アルバム
1. 鎖に繋がれた天使 (1997年03月)

### コンピレーション・アルバム
1. LUCI'FER LUSCIOUS Violenoue／妄想を葬り去る為の鎮魂曲集－World e'ND Compilation－ (2002年05月23日)

### オムニバス
1. Underground Romance－名古屋アンダーグランドオムニバス－ LPレコード (1986年)
2. Neo Rocks (1994年03月30日)
3. Alternative Sun (1995年)
4. Hyper-Index: The Final Evolution 1997 (1997年10月17日)
5. 悟り－A Tribute to Bauhaus－ (1998年10月15日)
6. Matina: Through all Eternity (2001年06月20日)

### VHS
1. Lillie Marlené (1997年03月)
2. Björnの犯罪 (2000年09月)